# جرقویه
جرقویه یا گرکویه، منطقه و ناحیه‌ای در جنوب شرقی استان اصفهان است.
این منطقه چندین شهر و روستا را شامل می‌شود:شهر نیک‌آباد، شهر نصرآباد، شهر محمدآباد، شهر حسن‌آباد.
روستاها: قارنه ، پیکان ، آذرخواران ، رامشه ، سیان ، مالواجرد ، دستجرد ، مبارکه ، اسفنداران ، حارث‌آباد ، حسین‌آباد ، احمدآباد ، یخچال ، خارا ، گنج‌آباد ، سعادت‌آباد ، مزرعه عرب ، حیدرآباد ، فیض‌آباد ، کمال‌آباد

## موقعیت جغرافیایی
منطقه جرقویه با پهناوری نزدیک به ۶۴۵۰ کیلومترمربع است که نزدیک‌ترین روستای این منطقه به اصفهان روستای قارنه به فاصله ۵۴ کیلومتر و دورترین روستای این منطقه به اصفهان روستای حارث‌آباد به فاصله ۱۶۸ کیلومتر است.
از سوی شمال به شهرستان هرند و شهرستان ورزنه ، از جنوب به شهرستان آباده در استان فارس، از غرب به شهرستان شهرضا، از شمال غربی به دهستان براآن جنوبی، از شمال شرقی به تالاب گاوخونی، از شرق به بخش ندوشن یزد و از جنوب شرقی به  شهرستان ابرکوه و از جنوب غربی ایزدخواست در استان فارس متصل می‌شود.

## علت نامگذاری
سیر نام این منطقه در زمان: گرکویه، گرکوا، گرگوِیه، گبرگوِیه، جِرکوه، جِرقوه، جرقویه
دربارهٔ نامگذاری این منطقه سه دیدگاه وجود دارد:
1. جِرقویه که عربی شده جِرکویه است. جِر در گویش مردم منطقه به معنی زیر و پایین و چون بیشتر مناطق مسکونی در این منطقه در دامنه کوه واقع گردیده‌است جِرکوه نامیده‌اند.
2. با خشک شدن دریای مرکزی ایران این منطقه که سرزمینی آباد و خرم بوده و از نشانه‌های آن در روزگار کنونی وجود جنگل‌های قیچ و تاغ و گز (درخت) و درختان بادام و انجیر و پسته کوهی است؛ از پوشش گیاهی تهی شده و در زمان ساسانی به گرکویه (کوه لخت) معروف می‌شود.
3. گویش مردم این منطقه همان گویش گرکویه ای است که از شاخه گویش‌های مرکزی ایران و بازمانده زبان پارسی باستان، اوستایی و پهلوی ساسانی است. به همین سبب این سرزمین را گرکویه یعنی جایگاه ستایش نیایش و سرود  نامیده اند؛  چراکه گر در زبان اوستایی به چم ستایش ونیایش و سرود است و کوی پسوند جایگاه که با گذشت زمان به جرقویه تغییر یافته‌است.[۱]

## تاریخ
این منطقه از جمله مناطق ساحلی دریای مرکزی ایران است که یازده هزار سال قبل خشک شده‌است. ابزارهای مفرغی که در کنار غارهای این منطقه یافت شده حکایت از دوران غارنشینی دارد. روستای قارنه به دست قارن پسر کاوه آهنگر بنا شده‌است. همچنین در روستای نصرآباد (گیوان) دژی باستانی وجود دارد که به گیو پسر گودرز نسبت می‌دهند.
در روزگار اشکانیان این منطقه پیرو یکی از استان‌های هجده‌گانه بود.
شهر سبا یا سرا از جمله شهرهای این منطقه بوده که قدمت آن به دوران اشکانیان بازمی‌گردد که هم‌اکنون در زیر تلی از ماسه مدفون گردیده‌است.پیکان نیز از دیگر شهرهای دوران اشکانیان در این منطقه بوده‌است.
در دوران ساسانیان این منطقه قسمتی از استان نیمروز بوده‌است.
نخستین آتشکده‌ای که در این منطقه ساخته شده آذربرزین نام داشته که ویرانه‌های آن در کنار روستای آذرخواران باقی است. همچنین یکی از کاخ‌های تابستانی بهرام گور پسر یزدگرد اول ساسانی در این منطقه بوده‌است که هم‌اکنون به پاقصر معروف است.
بهرام گور در سال ۴۳۹ میلادی در این منطقه در حالیکه با اسب دنبال گورخر بود در باتلاق گاوخونی فرورفت.
از دیگر آثار به جا مانده در این منطقه از زمان بهرام گور دژ بهرام گور و راهدارخانه کوچ کوچی(کوشک کوچک) است که آن را یکی از هفت گنبد بهرام گور می‌دانند.
جاده ابریشم از این منطقه عبور می‌کرده‌است که یکی از روستاهای سر راه این جاده روستای احمدآباد بوده
مردم این منطقه توسط محمد حنفیه اسلام آوردند؛ و به کوشش سلطان باباحاجی نماینده صاحب بن عباد شیعه شدند.
احداث کاریز و آسیاب‌های بادی و آبی از جمله اقدامات دیلمیان در پیکان بود.
دستجرد در روزگار سلجوقیان مرکزی برای گردهم آمدن دانشمندان علوم دینی بوده‌است. در دوران آل بویه این منطقه رو به آبادانی رفت.
روستاهای باستانی و تاریخی این منطقه عبارتند از
قارنه، آذرخواران، سیان، رامشه ،احمدآباد ،پیکان، مالواجرد، دستجرد، خارا، اسفنداران، حارث آباد، مبارکه
در زمان قاجار جنگاوران و تفنگداران این منطقه زبانزد بودند به گونه‌ای که در زمان ناصرالدین شاه به مقابله با ظل السلطان حاکم ظالم اصفهان برخاستند و از دست وی به نزد شاه شکایت بردند.
با مقاومت مردم این منطقه در سال ۱۲۹۷ شمسی علی نقی چی و جعفرقلی چرمیهنی و رضا جوزدانی از دزدان معروف ایران دستگیر شدند و به سزای اعمالشان رسیدند.
در جریان جنگ ایران و عراق از این منطقه ۲۷۲ کشته، ۲۲۲ اسیر و ۵۲ مفقود شدند.

## گویش و فرهنگ
گویش مردم این منطقه گویش گرکویه‌ای بوده یا به عبارتی بازمانده زبان پارسیگ یا پهلوی ساسانی که این زبان گویشی از زبان پهلوی اشکانی به‌شمار می‌رفته که در زمان ساسانیان در جنوب ایران رواج
داشت.

## آثار و مناطق دیدنی
- دژ قارنه: دژی هست در روستای قارنه که زمان ساخت آن را به زمان پیشدادیان و یادگار قارن، پسر کاوه آهنگر، می‌دانند؛ این دژ تا حدودی بازسازی شده و در این روستا (قارنه) قرار دارد که در ایام عید این روستا یکی از مراکز تفریحی جرقویه به حساب می‌آید
- خانه‌های اربابی قارنه
- دژ گیوان: قلعه ای است که در شهر نصرآباد جرقویه قرار دارد و آن را منسوب به گیو، پسر گودرز، از دوران کیانیان می‌دانند
- غار فریدون: پیکان‌هایی از جنس مفرغ در این غار پیدا شده که نشان دهنده کارخانه‌های ابزار جنگی به خصوص پیکان سازی در دوران اشکانیان در این منطقه رواج داشته (روستای پیکان)
- مسجد جامع پیکان: بنای این مسجد به روزگار سلطان سنجر سلجوقی می‌رسد که از زیباترین مساجد این منطقه و همانند مسجد جامع محمدآباد بوده که متأسفانه در سال‌های اخیر شبستان آن تخریب شده‌است
- مسجد و کاروانسرای پاسکو: قدمتی بیش از ۸۰۰ سال در روستای پیکان دارند.[۱۹]
- کوه محمد نوجوان
- امامزاده شاه محمد مراد: مزار یکی از امامزاده‌ها است که در روستای آذرخواران قرار دارد
- امامزاده شاه عبدالمظفر: مزار امامزاده ای در غرب روستای سیان است
- کوه کلاه قاضی
- آتشکده دستگرد: این آتشکده برخلاف آتشکده آذربرزین واقع در روستای آذرخواران هنوز پابرجاست و روی کوه کوچکی قرار دارد که چشمه ای بزرگ از زیر این کوه می‌جوشد
- چشمه بزرگ دستگرد: از شگفتی‌های این چشمه این است که در دل کویر هست و حتی باعث سرسبزی کشتزارهای دستگرد و حسن‌آباد و کمال‌آباد شده
- مسجد آدینه: این مسجد در روستای دستگرد قرار دارد
- نمکزار خارا: نمکزاری است در شرق روستای خارا که بازمانده دریاچه ای در شرق جرقویه بوده که مردم جرقویه بیشتر نمک‌های این نمکزار را استفاده می‌کنند
- چشمه مالوَرَد: کلمه مالورد در گویش مردم منطقه به معنی آب گُل است که به خاطر زلالی آب این چشمه این نام را گرفته، این چشمه در روستای مالواگرد است
- امامزاده مالورد
- غار شاه قنداب
- خانه رخشاء: در روستای رامشه
- خانه ایلخانی: در روستای رامشه
- خانه یاوری: در روستای رامشه
- چشمه آب ترش حارث آباد: آب این چشمه مزه ای ترش و مطبوع و سرد دارد که در ردیف چشمه‌های آب کلرو سدیم و سولفات کلسیم قرار داشته که برای رفع امراض گوارشی، عضلانی، پوستی، بیماری‌های مزمن بانوان، رماتیسم، دردهای مفصلی و اختلالات غدد داخلی مؤثر است. برای دسترسی به این چشمه باید از روستای حارث آباد ۴۰ کیلومتر جاده خاکی طی شود
- کوی گبرها: در ۵۰۰ متری شرق روستای اسفنداران خانه‌هایی است که به آنها کوی گبرها گفته می‌شود و می‌گویند که زرتشتیان اسفنداران تا روزگار شاه اسماعیل صفوی در آنجا زندگی می‌کردند
- بادگیر خانه‌های اسفنداران
- خانه صادقی‌های اسفنداران
- کوشک کوچک (کوچ کوچی): آن را یکی از هفت گنبد بهرام گور می‌دانند در روستای احمدآباد
- مسجد و مناره ماه هما آغا: در زمان پادشاهی شاه سلطان حسین صفوی بانویی نیکوکار از نوادگان تیمور گورکانی، فرزند محمد زمان، به نام ماه هما آغا در روستای احمدآباد مسجد و مناره ای که اکنون در کنار حسینیه روستا قرار دارد بنا می‌کند
- عمارت چهار صفه: واقع در روستای حسین‌آباد
- خانه داستانی: واقع در روستای حسین‌آباد
- دژ جنگی دژ کوه: در نزدیک شهر حسن‌آباد و در شمال غربی دستگرد قرار دارد
- خانه‌های تُدُش: در کنار دژ جنگی دژکوه که یادگار دوران ساسانیان هستند
- قلعه تازه محمدآباد: در زمان کریم خان زند توسط یکی از سرداران وی به نام اسماعیل سلطان ساخته شد
- قلعه ای هم در اواخر پادشاهی شاه عباس صفوی یکی از نوه‌های او، از دختر شاه عباس، به نام میرزا رفیع الدین محمد با همکاری مردم محمدآباد دژی می‌سازند که به احترام وی نام روستای طالب آباد به محمدآباد شهر امروزی جرقویه تغییر می‌کند
- باغ میر: در شهر محمدآباد
- مسجد میرپنج: در شهر محمدآباد
- مسجد جامع محمدآباد
- موزه محمدآباد (خانه سرهنگ): در شهر محمدآباد
- خانه خان (سرهنگ حاج اسماعیل خان): در شهر ینگ آباد واقع است
- دژ سعادت آباد
- خانه کردی (خانه میرپنج): خانه ای است در روستای گنج‌آباد که به همت ملاعلی خان میرپنج ینگ آبادی ساخته شد
- نیایشگاه آناهیتا: در نزدیکی روستای قارنه است ولی نمی‌دانیم آیا هنوز این پرستشگاه آناهیتا (الهه آب) پابرجاست یا نه
- دژ میرحیدر (پیکان دژ)

## مشاهیر
- میرزا فتح اله دیه خوارانی شاعر دربار نادرشاه ملقب به «جناب اصفهانی»، نسل وی به امیر نجم ثانی از امرای شاه اسماعیل صفوی می‌رسد. وی در دیه خواران به دنیا آمد و در عهد شاه طهماسب صفوی در شاعری به مقام والایی دست یافت که در سال ۱۱۴۸ هجری در راه ری و کاشان به دستور نادرشاه افشار کشته شد.[۲۰][۲۱][۲۲][۲۳]
- آقا میرزا عبدالرحیم فوده ای آذرخوارانی که از کوچندگان فوده شهرضا به آذرخواران بود که پزشکی توانا و زبردست بوده و تا اندازه ای نیز با پزشکی نوین آشنایی داشت ولی روش او همان روش پیشینیان بوده‌است و آوازه او به گونه ای بوده که در همه روستاهای منطقه پیچیده بود، که از همه روستاهای گرکویه (جرقویه) برای درمان نزد وی به آذرخواران می‌رفتند، میرزا عبدالرحیم سرانجام چند سال پیش از انقلاب اسلامی درگذشت.[۲۴]
- ملّا اسماعیل مبارکه ای از علما و عرفای دوران قاجار و از همراهان آیت الله سید علی آقا قاضی طباطبایی بوده‌اند. مزار ایشان در روستای مبارکه در مسیر رامشه به ندوشن واقع است.
- مهندس محمد علی اسماعیلیان ایشان مؤسس سازمان نظام مهندسی ساختمان در جرقویه هستند که در روستای مبارکه بخش رامشه متولد شده و پس از اخذ مدرک مهندسی ساختمان در هنرستان‌های جرقویه مشغول تدریس شد. وی پس از ۵۴سال عمر همراه با تحصیل در علوم ریاضی در اصفهان در گذشت.
- کریم اکبری مبارکه ایشان متولد شهرری در سال ۱۳۳۲ و از بازیگران تئاتر و سینما و تلویزیون ایران بوده‌است. اصالت ایشان به روستای مبارکه در بخش رامشه منطقه جرقویه برمیگردد. برجسته‌ترین نقش ایشان در سریال امام علی بوده که به ایفای نقش ابن ملجم مرادی پرداخته‌اند. ایشان در روز ۸ آبان ماه سال ۱۳۹۹ در اثر بیماری کرونا درگذشت.
- سید حسن طباطبایی رامشه‌ای از شاعران و ادیبان قرن سیزدهم هجری این منطقه بوده و خطاطی زبردست بود. وی《ترسا》 تخلص می‌کرد. دیوان 《اوچ کلیسا》و 《دیوان شعر ترسا》 از وی به جا مانده‌است که خط کتاب اوچ کلیسا از خودش است. او چندگاهی نیز به هندوستان رفته و در آن سرزمین روزگار می‌گذرانده که پس از آن دوباره به رامشه زادگاه خودش بازمی‌گردد و تا پایان زندگی در آنجا می‌زیسته؛ آرامگاه وی در رامشه است.[۲۵]

دو بیت از شعر او:
در وصف عارضت نتوانم که دم زنم/ورد زبان مرا به دهان همچو سوسن است
؛ در عشق رویت ای بت شیرین زبان من/در بیستون سینه مرا تیشه ناخن است
1. ↑  علی شفیعی نیک آبادی، گرکویه (جرقویه) سرزمینی ناشناخته بر کران کویر، گلبن، زمستان ۱۳۷۲، صفحه۲-۴-۵
2. ↑  علی شفیعی نیک آبادی، گرکویه (جرقویه) سرزمینی ناشناخته بر کران کویر، گلبن، زمستان ۱۳۷۲، صفحهٔ ۱۱
3. ↑  علی شفیعی نیک آبادی، گرکویه (جرقویه) سرزمینی ناشناخته بر کران کویر، گلبن، زمستان ۱۳۷۲، صفحهٔ ۲۴
4. ↑  علی شفیعی نیک آبادی، گرکویه (جرقویه) سرزمینی ناشناخته بر کران کویر، گلبن، زمستان ۱۳۷۲، صفحه۲۵ و ۲۶
5. ↑  علی شفیعی نیک آبادی، گرکویه (جرقویه) سرزمینی ناشناخته بر کران کویر، گلبن، زمستان ۱۳۷۲، صفحهٔ ۲۹
6. ↑  سید علی جناب، الاصفهان، صفحهٔ ۷۲
7. ↑  جغرافیای تاریخی شهرهای ایران، صفحهٔ ۲۲۶
8. ↑  مفصل بن سعد بن مافروخی، محاسن اصفهان، صفحهٔ ۶۷
9. ↑  علی شفیعی نیک آبادی، گرکویه (جرقویه) سرزمینی ناشناخته بر کران کویر، گلبن، زمستان ۱۳۷۲، صفحهٔ ۴۵
10. ↑  تاریخ ایران زمین، صفحهٔ ۹۰
11. ↑  علی شفیعی نیک آبادی، گرکویه (جرقویه) سرزمینی ناشناخته بر کران کویر، گلبن، زمستان ۱۳۷۲، صفحهٔ ۴۹
12. ↑  علی شفیعی نیک آبادی، گرکویه (جرقویه) سرزمینی ناشناخته بر کران کویر، گلبن، زمستان ۱۳۷۲، صفحهٔ ۵۶
13. 1 2  علی شفیعی نیک آبادی، گرکویه (جرقویه) سرزمینی ناشناخته بر کران کویر، گلبن، زمستان ۱۳۷۲، صفحهٔ ۶۰
14. ↑  علی شفیعی نیک آبادی، گرکویه (جرقویه) سرزمینی ناشناخته بر کران کویر، گلبن، زمستان ۱۳۷۲، صفحهٔ ۱۲۹
15. ↑  علی شفیعی نیک آبادی، گرکویه (جرقویه) سرزمینی ناشناخته بر کران کویر، گلبن، زمستان ۱۳۷۲، صفحهٔ ۱۴۴
16. ↑  علی شفیعی نیک آبادی، گرکویه (جرقویه) سرزمینی ناشناخته بر کران کویر، گلبن، زمستان ۱۳۷۲، صفحهٔ ۱۵۳
17. ↑  ادبیات باستانی ایران، صفحهٔ ۳۳
18. ↑  تاریخ ایران زمین، صفحهٔ ۱۱۱
19. ↑  علی شفیعی نیک آبادی، گرکویه (جرقویه) سرزمینی ناشناخته بر کران کویر، گلبن، زمستان ۱۳۷۲، صفحهٔ ۶۶
20. ↑  ریحانه الادب ص ۲۸۰
21. ↑  آگهی شهان از کار جهان ص ۱۲۴
22. ↑  نتایج الافکار ص ۱۶۷
23. ↑  کتاب گرکویه (جرقویه) سرزمینی ناشناخته بر کران کویر، نگارش:علی شفیعی نیک آبادی، انتشارات گلبن، زمستان ۱۳۷۲، صفحه ۱۷۵ و ۱۷۶
24. ↑  کتاب گرکویه (جرقویه) سرزمینی ناشناخته بر کران کویر، نگارش:علی شفیعی نیک آبادی، انتشارات گلبن، زمستان ۱۳۷۲، صفحهٔ ۱۹۹
25. ↑  علی شفیعی نیک آبادی، گرکویه (جرقویه) سرزمینی ناشناخته بر کران کویر، گلبن، زمستان ۱۳۷۲، صفحهٔ ۱۷۶
26. ↑  بر گرفته از دیوان شعر (ترسا)
27. ↑  http://lib.eshia.ir/10111/2/570/رامشنی
28. ↑  کتاب اعلام اصفهان از سید مصلح الدین مهدوی جلد۲ و صفحهٔ ۵۷۰